# Montana schereri
Montana schereri är en insektsart som först beskrevs av Werner 1905.  Montana schereri ingår i släktet Montana och familjen vårtbitare. Inga underarter finns listade i Catalogue of Life.